# یواس‌اس ناچنینگا (وای‌تی‌ام-۵۲۰)
یواس‌اس ناچنینگا (وای‌تی‌ام-۵۲۰) (به انگلیسی: USS Nacheninga (YTM-520)) یک کشتی بود که طول آن ۱۰۰ فوت (۳۰ متر) بود. این کشتی در سال ۱۹۴۵ ساخته شد.